# Кедлеби
Кедлеби (груз. ქედლები) — село в Грузии, на территории Хулойского муниципалитета автономной республики Аджария.

## География
Село находится в юго-западной части Грузии, к северу от реки Аджарисцкали, на расстоянии 1 километра (по прямой) к западо-северо-западу от посёлка городского типа Хуло, административного центра муниципалитета. Абсолютная высота — 1285 метров над уровнем моря.

## Население
По результатам официальной переписи населения 2014 года, в Кедлеби проживало 964 человека (480 мужчин и 484 женщины). В национальной структуре населения грузины составляли 100 %.
| Год  | Население, человек |
| ---- | ------------------ |
| 2002 | 1276               |
| 2014 | ↘ 964              |